# Diego Lanza
Diego Lanza (Milano, 7 gennaio 1937 – Milano, 7 marzo 2018) è stato un grecista italiano, professore ordinario e successivamente emerito presso l'Università degli Studi di Pavia.

## Biografia
Figlio dello scrittore e critico teatrale Giuseppe Lanza (1900-1988) e di Anna Goldstein (1900-1943), dopo il conseguimento della maturità al Liceo-Ginnasio Manzoni di Milano ha compiuto gli studi universitari presso l’ateneo di Pavia quale alunno del collegio storico Ghislieri, laureandosi nel 1959 in Letteratura greca con una tesi sull'Oreste di Euripide sotto la guida di Adelmo Barigazzi. Negli anni universitari sono maturati rapporti di salda amicizia con alcuni compagni del Ghislieri ai quali è rimasto legato tutta la vita, fra cui Mario Vegetti, professore di Storia della filosofia antica e collega dell’università di Pavia, l’italianista Giuseppe Nava, lo storico dell'arte Franco Renzo Pesenti e lo storico militare Giorgio Rochat.
Subito dopo la laurea ha perfezionato i suoi studi in Germania grazie a una borsa di studio annuale (a.a. 1959/60) della Stiftung Maximilianeum Archiviato il 9 febbraio 2019 in Internet Archive. di Monaco di Baviera, e dopo una breve esperienza di insegnamento a scuola ha intrapreso la carriera di docente universitario presso la stessa università di Pavia in cui si era formato e laureato. Dal 1961 ha ricoperto il ruolo di assistente presso la cattedra di Letteratura greca diventando dal 1968 titolare del corso di Letteratura greca.
Quando, nel febbraio del 1968, l’Università di Pavia viene occupata, Lanza appoggia pubblicamente le rivendicazioni degli studenti. Negli stessi mesi prende attivamente parte all’esperienza del Centro “Jacopo Lombardini” di Cinisello Balsamo (nato dalla volontà di una testimonianza socialmente impegnata da parte di giovani valdesi milanesi), partecipando alla progettazione di una scuola serale per gli operai delle fabbriche di Cinisello, in gran parte emigrati dal sud con un livello di scolarizzazione molto bassa, e successivamente insegnandovi. Erano tempi ancora lontani dalle 150 ore e gli operai senza titolo di studio non avevano nessuna opportunità di studiare. Nel 1972 partecipa attivamente, nella provincia di Pavia, alla campagna elettorale della lista del Manifesto.
Dal 1980 fino al collocamento a riposo nel 2007 è stato Professore Ordinario tenendo gli insegnamenti non solo di Letteratura greca (1968-2007), ma anche di Storia della lingua greca (1971-1975), Storia del teatro e della drammaturgia antica (1983-1993) e di Storia delle religioni del mondo classico (2004-2011). Presso il Dipartimento di Scienze dell’Antichità dell’università di Pavia, Lanza ha inoltre fondato e diretto per molti anni il Centro di Ricerca Interdipartimentale Multimediale sul Teatro Antico (CRIMTA), dedicato alla raccolta, classificazione e archiviazione di registrazioni audiovisive e documentazione varia relativa alle recenti messe in scena del teatro antico.
Se la carriera accademica di Lanza si è svolta interamente nell’ambito dell’ateneo pavese, tuttavia i suoi contatti internazionali sono stati sempre intensi e numerosi. Ne sono prova, oltre alle conferenze tenute in vari atenei europei, i suoi soggiorni di ricerca presso l’Università di Heidelberg (a.a. 1993/94) e al Getty Research Institute di Los Angeles, dove è stato visiting scholar nell’a.a. 1998/99.
Nel marzo 2008 l’Università di Lille gli ha dedicato un convegno di due giorni nel corso del quale vari studiosi hanno ripercorso la produzione scientifica di Lanza facendo il punto sull’originale contributo scientifico da lui fornito nei vari ambiti di studio in cui si è cimentato. Gli atti del convegno, curati da Philippe Rousseau e Rossella Saetta Cottone, sono stati pubblicati nel 2013 dalle Presses Universitaires du Septentrion, e dal 2016 sono consultabili nella piattaforma OpenEdition.
Lanza è stato anche membro del Consiglio scientifico dell’Istituto di Studi Umanistici di Firenze e dal 2012 dell’Accademia Nazionale dei Lincei.
Nel 2019, la casa editrice L'Orma ha pubblicato il libro postumo Il gatto di piazza Wagner. Ricordi di ricordi, in cui i ricordi d'infanzia s'intrecciano ai ricordi familiari in una riflessione sul lavoro della memoria.

## Produzione scientifica
Nella sua lunga carriera di studioso e professore, Lanza si è occupato di molti campi della letteratura greca incrociando testi letterari con quelli filosofici. Vale la pena ricordare la sua edizione di Anassagora (La Nuova Italia, Firenze 1966), quella degli scritti biologici di Aristotele (in collaborazione con M. Vegetti, Utet, Torino 1971; rist. Bompiani, Milano 2018). Alcuni importanti contributi riguardano inoltre la storia degli studi classici; basti pensare ai libri pubblicati negli ultimi anni con l’editore Carocci di Roma: Interrogare il passato. Lo studio dell’antico tra Otto e Novecento (2013), Storia della filologia classica (in collaborazione con G. Ugolini, 2016), Tempo senza tempo. La riflessione sul mito dal Settecento a oggi (2017).
Un ambito di studio praticato soprattutto nei primi anni della sua attività scientifica è quello del rapporto tra la lingua greca e i linguaggi dei saperi e delle tecniche che nel corso del V secolo a.C. si andavano codificando nella forma scritta: in tale orizzonte si iscrivono i saggi Scientificità della lingua e lingua della scienza (“Belfagor” 27/4, 1972, pp. 392–429), la traduzione e l’Introduzione all’edizione italiana dell'Aperçu d’une histoire de la langue grecque di Antoine Meillet (Einaudi, Torino 1976) e il volume Lingua e discorso nell’Atene delle professioni (Liguori, Napoli 1979).
Fra il 1972 e il 1977, Lanza organizza insieme a Vegetti una serie di seminari sul pensiero politico greco in cui approccio storico-antropologico e uso critico del marxismo come strumento ermeneutico servono a indagare le dinamiche intorno alle quali si viene a costituire l’“ideologia” di Atene, intesa nel senso di autorappresentazione che ne cementa l’identità comunitaria. Queste riflessioni collettive saranno all’origine dei due volumi pubblicati nel 1977, presso la casa editrice Liguori di Napoli, L’ideologia della città (con saggi di D. Lanza, M. Vegetti, G. Caiani, F. Sircana) e Aristotele e la crisi della politica (con saggi di D. Lanza, F. Calabi, S. Campese, M. Vegetti, A. Beltrametti).
Senza dubbio il principale focus dei suoi interessi scientifici è stato il teatro greco, in particolare quello tragico. La passione per la drammaturgia gli veniva direttamente dal padre Giuseppe Lanza, critico e autore teatrale d’origine siciliana trasferitosi a Milano negli anni Venti, che fin da bambino lo portava con sé alle rappresentazioni facendogli così scoprire le scene milanesi dell’immediato dopoguerra. Il libro di Diego Lanza Il tiranno e il suo pubblico (Einaudi, Torino 1977) è ancora imprescindibile per comprendere l’immagine della tirannide costruita dai tragediografi e le connotazioni ideologiche che a tale immagine erano attribuite. Anche la sua traduzione con commento della Poetica di Aristotele (Rizzoli, Milano1987) è stata e continua ad essere un punto di riferimento per gli studiosi. A Lanza si deve inoltre un’originale introduzione alla tragedia greca cui diede il titolo La disciplina dell’emozione (Il Saggiatore, Milano 1997). Molti sono pure gli studi dedicati alla commedia greca tra i quali spicca l’edizione degli Acarnesi di Aristofane (Carocci, Roma 2012).
Lettore di studi di antropologia e di antropologia storica, Lanza ha insistito a più riprese sulla necessità di studiare la Grecia antica nel contesto interculturale della sua epoca e di abbandonare quindi quegli approcci che, fortemente marcati da implicite o esplicite connotazioni ideologiche, hanno fatto del mondo greco classico un isolato focolare della cultura occidentale. Il saggio in cui Lanza esprime con maggior forza questa tesi è Dimenticare i Greci (in S. Settis, I greci : storia, cultura, arte, società. 3: I Greci oltre la Grecia, Einaudi 2001, pp. 1433–1466 - sintesi del saggio per insegnanti e studenti).
Dell’audace apertura interdisciplinare di Lanza è testimonianza uno dei suoi libri apparentemente più eccentrici, Lo stolto. Di Socrate, Eulenspiegel, Pinocchio e altri trasgressori del senso comune (Einaudi, Torino 1997), un’articolata indagine sulla figura dello ‘stolto’ in prospettiva comparativa, dagli archetipi antropologici nel mondo antico alla presenza nel folklore e alla sua elaborazione nelle letterature moderne.

## Attività editoriale
Diego Lanza ha preso parte attivamente a due delle più significative opere sugli studi classici realizzate nel secondo Novecento. Insieme con Luciano Canfora e Giuseppe Cambiano, ha coordinato e diretto Lo spazio letterario della Grecia antica (Salerno Editrice, Roma 1992-1996) un’opera collettiva sui diversi caratteri della filologia greco-antica, della letteratura greca e della sua persistenza. A tale opera hanno contribuito i massimi esperti italiani di filologia e storia della letteratura greca. Inoltre ha partecipato insieme a Carmine Ampolo, David Asheri, Paolo Desideri, François Hartog, Geoffrey Lloyd e Paul Zanker, alla realizzazione de I Greci. Storia cultura, arte e società, a cura di Salvatore Settis (Torino, Einaudi, 1996-2002).

## Premi e riconoscimenti
Ha vinto il Premio nazionale di editoria universitaria con la sua Storia della filologia classica, scritta in collaborazione con Gherardo Ugolini.

## Opere
- Unità e significato dell’Oreste euripideo, “Dioniso” 1961, pp. 58–72.
- L’Alessandro e il valore del doppio coro euripideo, “Studi Italiani di Filologia Classica”, 1963, pp. 230–245; ora in Euripide letture critiche, a c. di O .Longo, Milano Mursia 1976, pp. 47–60.
- Nomos e ison in Euripide, “Rivista di Filologia e di Istruzione Classica”, 1963, pp. 416–439.
- Le omeomerie nella tradizione dossografica anassagorea, “La Parola del Passato”, 1963, pp. 256–293.
- L’enkephalos e la dottrina anassagorea della conoscenza, “Maia” 1964, pp. 71–78.
- Anassagora mala philosophos, “Athenaeum” 1964, pp. 548–559.
- Un nuovo frammento di Alcmeone, “Maia” 1965, pp. 278–280.
- Il pensiero di Anassagora, “Memorie dell’Istituto Lombardo di Scienze e Lettere”, 1965, pp. 225–288.
- Sophia e sophrosyne alla fine dell’Atene periclea, “Studi Italiani di Filologia Classica”, 1965, pp. 172–188.
- Anassagora, Testimonianze e frammenti, traduz. introd. e note, Firenze, La Nuova Italia, 1966.
- Bruno Snell: filologia e storia dello spirito, “Rivista Critica di Storia della Filosofia”, 1970, pp. 429–448.
- La critica aristotelica a Platone e i due piani della Politica, “Athenaeum” 1971, pp. 355–392.
- Aristotele, Opere biologiche, traduz. introd. e note, Torino, Utet, 1971 (in collaborazione con Mario Vegetti). Rist. Bompiani, Milano 2018.
- “Scientificità” della lingua e lingua della scienza in Grecia, “Belfagor” 1972, pp. 392–429.
- Werner Jaeger tra protestantesimo e cattolicesimo, “Il Pensiero” 1972, pp. 51–90.
- Il suddito e la scienza, “Belfagor” 1974, pp. 1–32.
- L’ideologia della città, “Quaderni di storia” 2, 1975, pp. 1–37 (in collaborazione con Mario Vegetti), anche in Marxismo e società antica, a c. di M. Vegetti, Milano Feltrinelli 1977, pp. 259–288, e, abbreviato, in AA.VV., L’ideologia della città, Napoli Liguori 1977, pp. 13–27.
- Alla ricerca del tragico, “Belfagor” 1976, pp. 33–64.
- Introduzione in A. Meillet, Lineamenti di storia della lingua greca, tr.it. di E. De Felice, Torino Einaudi 1976, pp. IX-XXVIII.
- Il tiranno e il suo pubblico, Torino, Einaudi, 1977 trad.fr. Le tyran et son public, Belin Paris 1997.
- Lo spettatore sulla scena, in AA.VV., L’ideologia della città, Napoli Liguori 1977, pp. 57–78.
- La crisi della città: ruolo dell’intellettuale e metamorfosi dell’ideologia, in A.VV., Aristotele e la crisi della politica, Napoli Liguori 1977, pp. 111–120 (in collaborazione con Mario Vegetti).
- Aristotele, La ricerca psicologica, Firenze La Nuova Italia 1977.
- Osservazioni linguistiche all’Athenaion Politeia, “Prometheus” 1977, pp. 211–220.
- Tra Marx e gli antichi, “Quaderni di Storia” 5 (1977), pp. 75–89 (in collaborazione con Mario Vegetti).
- Lingua e discorso nell’Atene delle professioni, Napoli, Liguori, 1979.
- La morte esclusa, “Quaderni di Storia” 1980, pp. 157–172.
- La massima epicurea: “nulla è per noi la morte”, in Democrito e l’atomismo antico. Atti del Convegno internazionale, Catania 1980, pp. 357–365.
- Una scimmia piuttosto complicata, “Quaderni di Storia” 1981, pp. 55–77.
- Grecia e Roma, in M. Dufrenne - D.Formaggio, Trattato di estetica, Milano Mondadori 1981, pp. 19–42.
- Friedrich August Wolf: l’antico e il classico, “Belfagor” 1981, pp. 529–553.
- La paura di Edipo, “Aut aut” 184-5 (1981), pp. 25–34.
- Lo spettacolo della parola: riflessioni sulla testualità drammatica di Seneca, Atti dell’VIII congresso internazionale INDA Seneca e il teatro, “Dioniso” 1981, pp. 463–476.
- Quelques remarques sur le travail linguistique du médecin, in Formes de pensée dans la collection hippocratique. Actes du IV colloque international hippocratique, Droz Genève 1983, pp. 181–185.
- Aristotele e la poesia: un problema di classificazione, “Quaderni Urbinati di Cultura Classica”, 1983, pp. 51–66.
- Lo spettacolo, in Introduzione alle culture antiche, a c. di Mario Vegetti, vol. I Oralità scrittura spettacolo, Torino Boringhieri 1983, pp. 107–126.
- L’attore, in Introduzione alle culture antiche, a c. di Mario Vegetti, vol. I Oralità scrittura spettacolo, Torino Boringhieri 1983, pp. 127–139; rist. non autor. in Il teatro greco nell’età di Pericle, a c. di C. Molinari, Bologna Il Mulino 1994, pp. 297–311.
- Edipo rivisitato da Sofocle, in Edipo: il teatro europeo e la cultura europea. Atti del Convegno Internazionale, a c. di B. Gentili e R.Pretagostini, Roma Ateneo 1984, pp. 27–44.
- Il filologo immaginato, “Quaderni di Storia” (1984), pp. 3–27.
- La domesticazione del mito, “Sileno” 1984, pp. 343–352.
- La tragedia greca, “Nuova Secondaria”, I (1984), pp. 34–5.
- Le regole del giuoco scenico nell’Atene antica. Prime annotazioni, in Mondo classico: percorsi possibili, a c. del CIDI Roma e del CRS, Ravenna Longo 1985, pp. 109–117.
- Una vittoria di Euripide: l’Ippolito, Atti delle giornate di studio su Fedra, Torino 1985, pp. 99–112.
- Carlo Diano: poesia, poetica e catarsi, in Il segno della forma. Atti del Convegno di studio su Carlo Diano, Padova Antenore 1985, pp. 11–25.
- La disciplina dell’emozione: ritualità e drammaturgia nella tragedia attica, in Teatro e pubblico nell’antichità. Atti del Convegno Nazionale AICC, Trento 1986, pp. 45–55.
- Aristotele, Poetica, traduzione, introduzione e note di D. Lanza, Milano Rizzoli 1987.
- La donna nella tragedia greca, in Atti del Convegno Naz. di studi su La donna nel mondo antico, Torino 1988, pp. 93–103.
- Le comédien face à l’écrit, in Les savoirs de l’écriture en Grèce ancienne, sous la direction de M. Detienne, Presses Univ. de Lille 1988, pp. 359–384  (trad.S . Bollack). testo orig.: L’attor comico davanti alla scrittura, in Sapere e scrittura in Grecia, a c. di M. Detienne, Bari Laterza 1989, pp. 179–198.
- La simmetria impossibile. Commedia e comico nella Poetica di Aristotele, in Filologia e forme letterarie. Studi offerti a F. Della Corte, Università degli studi di Urbino 1988, V pp. 65–80.
- La scure e il veleno, in Mystfest ‘88, Roma 1988, pp. 116-7.
- Matriarcato, mito, mito del matriarcato. Annotazioni marginali, “Quaderni di Storia”, 1988, pp. 121–135.
- Rédondances de mythes dans la tragédie, in Métamorphoses du mythe en Grèce antique, sous la direction de C. Calame, Genève Labor et Fides 1988, pp. 141–150.
- Da Aristotele a Orazio: l’unità discreta della poesia, in I 2000 anni dell’Ars Poetica, D.Ar.Fi.Cl.Et. Genova 1988, pp. 27–38.
- Moses I. Finley: le domande giuste all’antichità, “I viaggi di Erodoto” n. 6 (1988), pp. 110–121.
- Les temps de l’émotion tragique. Malaise et soulagement, “Metis” 1988, pp. 15–39.
- Una ragazza, offerta al sacrificio..., “Quaderni di Storia” 29 (1989), pp. 5–22. ripubbl.in “Lares”1989, pp. 347-360.
- Lo spazio scenico dell’attor comico, in Scena e spettacolo nell’antichità, Atti del Conv. Intern. di Studi Trento marzo 1988, a c. di L. de Finis, Firenze Olschki 1989, pp. 179–191.
- Aristotele, la miglior tragedia, gli automata, in Il meraviglioso e il verosimile tra antichità e medioevo, a c. di D. Lanza e O. Longo, Firenze, Olschki 1989, pp. 101–111.
- Il medico dipinto: forma, forme e unità nella Poetica di Aristotele, in Forma rappresentazione struttura, Atti del Convegno di studio Padova 3-6 dicembre 1986, a c. di O. Longo, Napoli 1989, pp. 169–174.
- L’attor comico sulla scena, “Dioniso”1989, pp. 297-312.
- Longino o dell’ideologia letteraria, in Dicibilità del sublime, a c. di T. Kemeny e E. Cotta Ramusino, Udine, Campanotto 1990, pp .83-87.
- Glaubwürdigkeit auf der Bühne als gesellschaftliches Problem, “Philologus” 1991, pp. 97–104.
- Senofonte e Atene, in Senofonte, Economico, intr. trad. e note di F. Roscalla, Rizzoli Milano 1991, pp. 5–15.
- Aristofane rigattiere, in Teoria e storia della messinscena nel teatro antico, Atti del Conv. Intern. Torino 17-19 aprile 1989, a c. di R. Alonge e G. Livio, Genova Costa & Nolan 1991, pp. 51–62.
- Finis tragoediae, “Quad.di Cultura e di Tradiz. Classica” 6-7, 1988-9, (1991), pp. 147–166.
- Diceopoli vs deboli sorrisi, “L’immagine riflessa” 1992, pp. 49–65.
- La tragedia e il tragico, “Ragioni critiche” VII n.3-5 1992, pp. 24–7.
- La poesia drammatica: i caratteri generali, il dramma satiresco, in Lo spazio letterario della Grecia antica (dir. G. Cambiano, L. Canfora, D. Lanza), Roma Salerno ed., vol. I La produzione e la circolazione del testo, t.1 La polis, 1992, pp. 279–300.
- Menandro, in Lo spazio letterario della Grecia antica (dir. G. Cambiano, L. Canfora, D. Lanza), Roma Salerno ed., vol. I La produzione e la circolazione del testo t. II L’ellenismo 1993, pp. 501–526.
- Pius Ulixes, in Tradizione e innovazione nella cultura greca da Omero all’età ellenistica, Scritti in onore di Bruno Gentili, a c. di R. Pretagostini, Roma, Gei 1994, pp. 9–18.
- Problemi o discipline?, in Lo spazio letterario della Grecia antica (dir. G. Cambiano, L. Canfora, D. Lanza), Roma Salerno ed., vol. II La ricezione e l’attualizzazione del testo, 1995, pp. 713–734.
- Clitennestra: il femminile e la paura, in Vicende e figure femminili in Grecia e a Roma, a c. di R. Raffaelli, Atti del Convegno Pesaro 28-30 aprile 1994, Ancona 1995, pp. 31–42.
- I tempi dell’emozione tragica, “Elenchos” 1995, pp. 5–22.
- Premessa alla seconda edizione, in Aristotele, Opere biologiche, Torino Utet 1971 (in collaborazione con Mario Vegetti) 1996, pp. 1–9 (in coll. con M.Vegetti).
- La tragedia e il tragico, in I Greci, a c. di S. Settis, vol. I: Noi e i Greci, Torino, Einaudi, pp. 469–505.
- Menandro sulla scena, in Menandro fra tradizione e innovazione. Atti del Convegno Nazionale di Studi, Monza 6-7 maggio 1995, a c. di C. Consonni, Milano LED 1996, pp. 41–49.
- Ricordo di Adelmo Barigazzi maestro a Pavia, “Prometheus” 1996, pp. 11–16.
- Valenze antropologiche nel teatro tragico, “Quaderni del Liceo Classico L. Ariosto Ferrara” fasc. 3, Con Edipo a Ferrara a c. di C. Cazzola, Ferrara 1996, pp. 67–76.
- Lo stolto. Di Socrate, Eulenspiegel, Pinocchio e altri trasgressori del senso comune, Torino, Einaudi, 1997.
- La disciplina dell’emozione. Un’introduzione alla tragedia greca, Milano, Il Saggiatore, 1997.
- Premessa, in I Greci, a c. di S. Settis, vol. 2 Una storia greca,II Definizione, Torino Einaudi 1997, pp. XXXV-XXXVII.
- Pathos, in I Greci, a c. di S. Settis, vol. 2 Una storia greca, II Definizione, Torino Einaudi 1997, pp. 1147–55.
- Gli sciocchi e i bambini, “Liber” 37 (1998), pp. 16–21.
- De l’émotion tragique, aujourd’hui, “Europe”, janvier-février 1999, pp. 70–81. trad.cat. De l’emoció tràgica, avui, in M. Clavo X. Riu (editors), Teatre grec: perspectives contemporànies, Pagès Lleida 2007, pp. 67–76.
- Un’insolente familiarità, in L’antichità dopo la modernità, a c. di G. Picone, Palermo Palumbo 1999, pp. 137–146.
- Entrelacement des espaces chez Aristophane (l’exemple des Acharniens), “Pallas” 54, 2000, pp. 133–9.
- Dimenticare i Greci, in I Greci, a c. di S. Settis, vol.3 I Greci oltre la Grecia, Torino Einaudi 2001, pp. 1443–64.
- Il pozzo del passato, in L’antico degli antichi, a c. di G. Cajani e D. Lanza, Palermo Palumbo 2001, pp. 9–14.
- Alla cattura di Euripide. Appunti su una lunga controversia, in Euripide, Le tragedie, a c. di A. Beltrametti, Torino Einaudi 2002, pp. VII-XXXVI.
- La città e i racconti. Riflessioni sullo statuto della poesia tra Platone e Aristotele, in ENWSIS KAI FILIA Unione e amicizia Omaggio a Francesco Romano, a cura di M. Barbanti, Giovanna R. Giardina e P. Manganaro, CUECM Catania 2002, pp. 77–88. anche in Letteratura e riflessione filosofica nel mondo greco-romano. Atti del corso di aggiornamento per docenti di latino e greco del Canton Ticino, Lugano 21-3.10.1999, a c. di G. Reggi, Lugano2005, pp. 61–74.
- Premessa, in La Poetica di Aristotele e la sua storia, a c. di D.Lanza, Pisa Ets 2003, pp. 7–8.
- A dramatização do mito, “Kriterion” 107, janeiro a junho 2003, pp. 86–99.
- Ἔχθρὰ σοφία. Pindaro, Senofane e l’empietà del miti, in Studi di filologia e tradizione greca in memoria di Aristide Colonna, a cura di F. Benedetti e S. Grandolini, Napoli ESI 2003, pp. 401–410.
- L’acteur comique face aux institutions, in Le statut de l’acteur dans l’Antiquité grecque et romaine (coordonné par Chr. Hugoniot, F. Hurlet, S. Milanezi), Tours, Pr. Univ. François-Rabelais, 2003.
- La memoria degli dei, “Philologus” 148, 2004, pp. 3–20; anche in Dissimulazioni della violenza nella Grecia antica, a c. di G. Raina, Pavia 2006, pp. 47–63.
- Nés de la même mère? Quelques observations en marge d’une anthropogonie grecque, “Europe”, août-septembre 2004, pp. 38–54.
- Luciano: gli dei al caleidoscopio, in La citation dans l’antiquité, sous la direction de C. Darbo-Peschanski, Grenoble 2004, pp. 189–98.
- Il popolo sulla scena attica, in Popolo e potere nel mondo antico, a c. di G. Urso, Pisa 2005, pp. 37–45.
- Xenophanes: Eine Theologie?, in G. Rechenauer (Hg.), Frügriechisches Denken, Göttingen Vandenhoek & Ruprecht 2005, pp. 102–117.
- La storiografia letteraria di fronte ai Greci, in A. Lesky, Storia della letteratura greca, III ediz., trad.it., Il Saggiatore Milano 2005, pp. XI-LVIII.
- Le dimore degli dei omerici, “Quaderni Urbinati di Cultura Classica” 80, 2005, pp. 11–24.
- L’autore e l’opera, in F. Roscalla (a c. di), L’autore e l’opera. Attribuzioni, appropriazioni, apocrifi nella Grecia antica, Atti del Convegno Internazionale (Pavia, 27-28 maggio 2005), Pisa Ets 2006, pp. 11–19.
- Percorsi dell’ateniesità, “Itaca” 22 (2006), pp. 23–32.
- Il teatro fra Atene e Siracusa, in E. Greco e M. Lombardo (a c. di), Atene e l’Occidente. I grandi temi. Atti del Convegno Internazionale, Atene 25-27 maggio 2006, Atene 2007, pp. 269–283.
- Appunti sul demonico, tra Simposio e Doktor Faust, in Aspetti della fortuna dell’antico nella cultura europea, Atti della quarta giornata di studi, Sestri Levante, 16 marzo 2007, a c. di E. Narducci, S. Audano, L. Fezzi, Pisa Ets 2008, pp. 123–144.
- Il gioco della memoria e dell’istante. Del non sapere di sapere, Modena Fondaz. San Carlo 2008.
- Vernant et l’Italie. Passé et présent, “Europe” 964-5 (Août- Septembre 2009), pp. 87–106.
- Due “libri per l’infanzia”: Alice e Pinocchio, “L’immagine riflessa” 2011, pp. 241–256.
- Il mio dio e il tuo, “Serclus” 2011, pp. 35–53.
- Aristofane, Acarnesi, Introd. traduz. e commento di Diego Lanza, Roma 2012.
- Interrogare il passato, Roma 2013.
- Esiodo, Perse e Zeus, in Som per mirar, Estudis de filologia grega oferts a Carles Miralles ed. a c. de E. Vintró, Francesca Mestre, Pilar Gomez, Barcelona 2014, pp. 47–77.
- La fabbricazione della sposa, in xxx pp. 70–75.
- Diego Lanza e Gherardo Ugolini (a c.d.), Storia della filologia classica, Roma, Carocci, 2016.
- La filologia dopo la guerra. Nuove prospettive in D. Lanza e G. Ugolini (a c. di), Storia della filologia classica, Roma 2016, pp. 357–392.
- Dopo i primi cinquant'anni, "Quaderni Urbinati di Cultura Classica", 2016, n. 212, pp. 17–22.
- Tempo senza tempo, La riflessione sul mito dal Settecento a oggi, Roma, Carrocci, 2017.
- Il gatto di piazza Wagner, Roma, L'orma editore, 2019, ISBN 978-88-997-9373-9.